# Rolas (São Tomé und Príncipe)
Rólas (pt. Ilhéu das Rólas), auch Ilhéu Gago Coutinho, ist eine stratovulkanische Insel im Golf von Guinea, die zum Inselstaat São Tomé und Príncipe (Distrikt Caué) gehört. Sie liegt direkt am Äquator knapp 1100 Meter südlich der Insel São Tomé, von der sie durch den Canal das Rôlas getrennt und von wo aus sie per Boot erreichbar ist.

## Geographie
Rólas ist ca. 3 km² groß und wird von ungefähr 200 Menschen bewohnt, die vom Tourismus leben. Im Norden der Insel befindet sich ein Strandresort sowie die Siedlung São Francisco Village. Ganz im Süden der Insel befinden sich mehrere Furnas, die kleinen Geysiren ähneln. In der Mitte der Insel steht ein alter Leuchtturm, der noch in Betrieb ist. Dieser liegt wie der größte Teil der Insel südlich des Äquators. Am Nordrand markiert ein Weltkartenmosaik mit Messingstreifen die genaue Lage des Breitenkreises „Null“.

## Bildergalerie

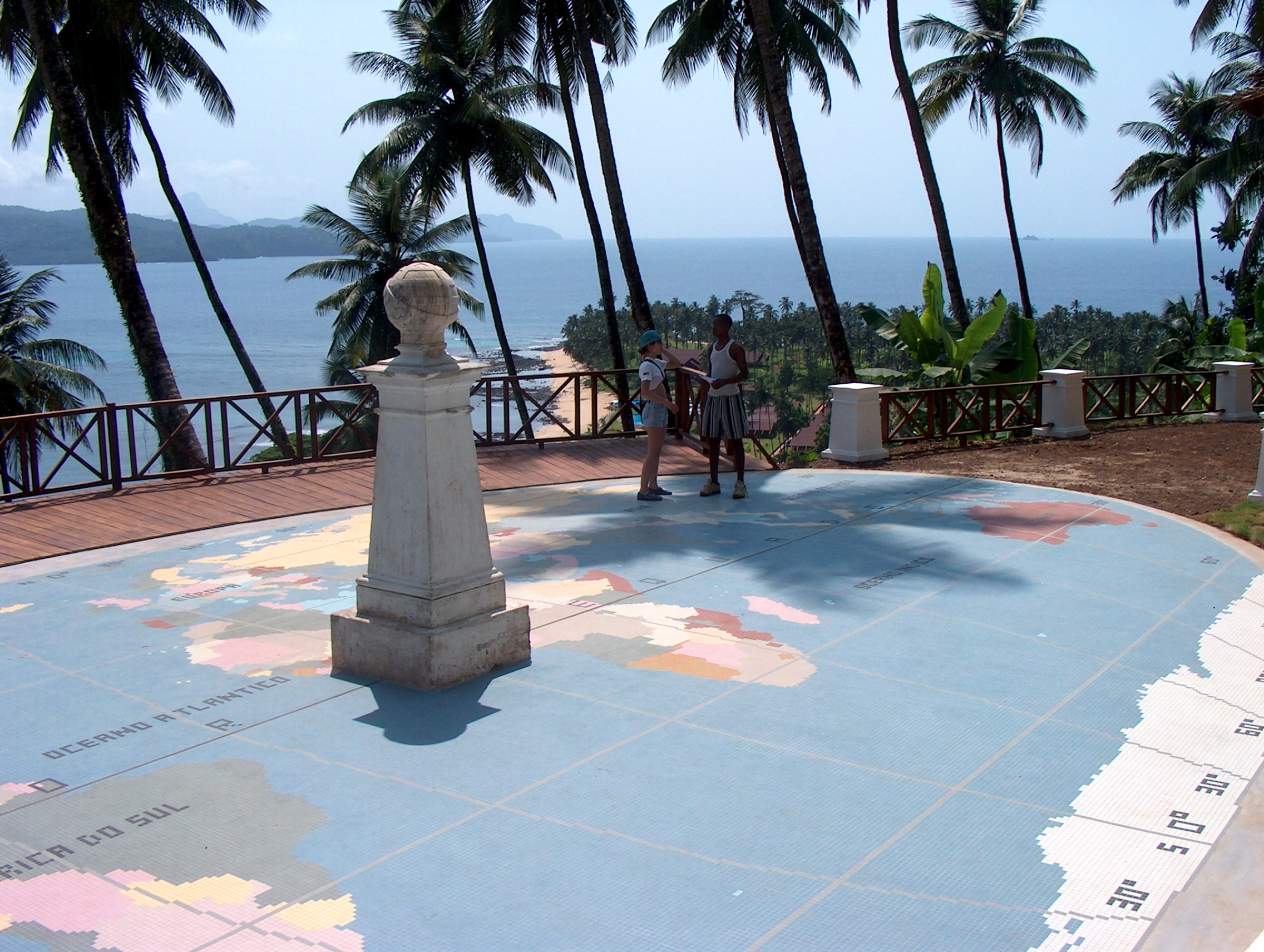
Weltkartenmosaik am Äquator
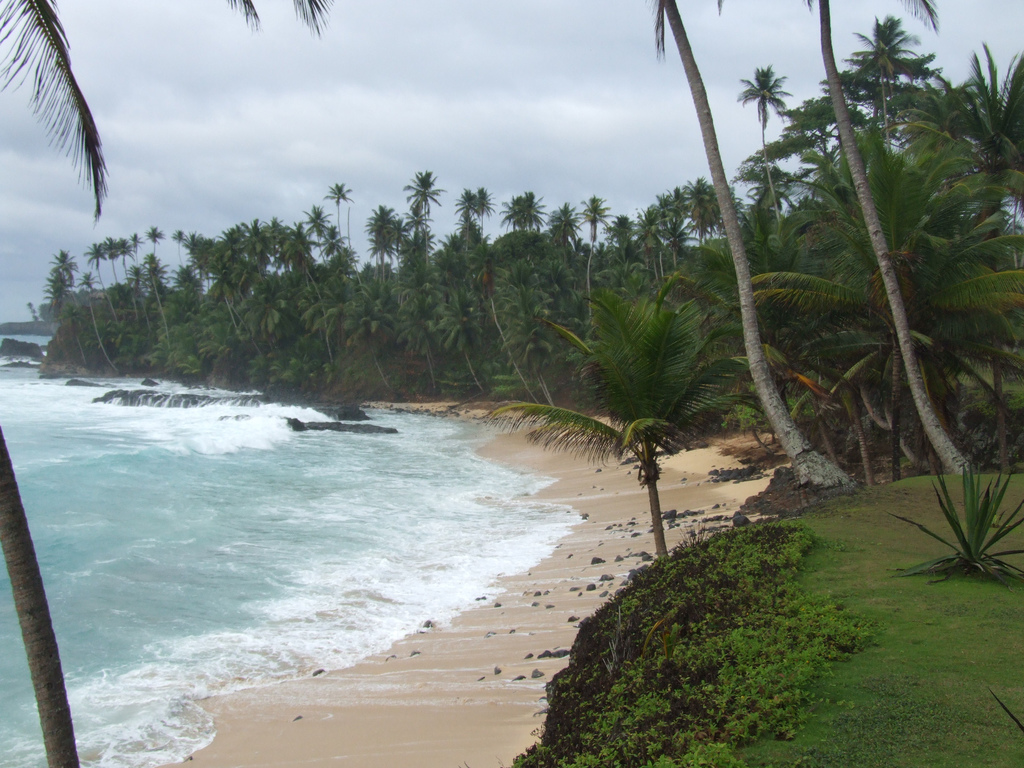
Strand San Antonio